# 73. Infanterie-Brigade (Deutsches Kaiserreich)
Die 73. Infanterie-Brigade war ein Großverband der Preußischen Armee.

## Geschichte
Im März 1816 wurde die  Infanterie-Brigade der Truppen-Brigade in Danzig aufgestellt und erhielt am 22. Dezember 1819 die Bezeichnung 2. Infanterie-Brigade. Nach einer weiteren Umbenennung am 29. April 1852 in 3. Infanterie-Brigade folgte am 1. April 1912 die endgültige Namensgebung mit 73. Infanterie-Brigade.
Von 1820 bis 1899 war die Brigade ein Teil der 2. Division in Königsberg, die dem I. Armee-Korps zugeordnet war. Von 1899 bis 1912 unterstand sie der ebenfalls zum I. Armee-Korps gehörenden 37. Division in Allenstein. Von 1912 an war der Truppenverband Teil des XX. Armee-Korps in Allenstein.
1868 wurden in Preußen die Landwehr-Einheiten neu organisiert. Der Brigade wurden diese Einheiten zugewiesen 3. Ostpreußisches Landwehr-Regiment Nr. 4 mit Landwehr-Bataillon Osterode und Landwehr-Bataillon Ortelsburg sowie 7. Ostpreußisches Landwehr-Regiment Nr. 44 mit Landwehr-Bataillon Riesenburg und Landwehr-Bataillon Pr. Holland.

### Standorte
- 1816–1889 Danzig
- 1889–1897 Allenstein
- 1897–1902 Lyck
- 1902–1912 Rastenburg
- 1912–1919 Lyck

### Untergeordnete Einheiten 1820–1914
- 1820–1848

4. Infanterie-Regiment (3. Ostpreuβisches) , 5. Infanterie-Regiment (4. Ostpreuβisches)
- 1849

4. Infanterie-Regiment und 18.Infanterie-Regiment
- 1850

12. Infanterie-Regiment und 15.Infanterie-Regiment
- 1851

1. Infanterie-Regiment und 5. Infanterie-Regiment
- 1852–1855

1. Infanterie-Regiment und 4. Landwehr-Regiment
- 1856–1859

4. Infanterie-Regiment und 4. Landwehr-Regiment
- 1860–1867

3. Ostpreuβisches Grenadier-Regiment Nr. 4, 7. Ostpreuβisches Infanterie-Regiment Nr. 44, 3. Ostpreußisches Landwehr-Regiment Nr. 4
- 1868–1888

3. Ostpreußisches Grenadier-Regiment Nr. 4 , 7. Ostpreußisches Infanterie-Regiment Nr. 44, 3. Ostpreußisches Landwehr-Regiment Nr. 4, 7. Ostpreußisches Landwehr-Regiment Nr. 44
- 1889–1899

Grenadier-Regiment „König Friedrich der Große“ (3. Ostpreußisches) Nr. 4, 8. Ostpreußisches Infanterie-Regiment Nr. 45
- 1899–1902

8. Ostpreußisches Infanterie-Regiment Nr. 45, Infanterie-Regiment Nr. 146
- 1903–1908

1. Masurisches Infanterie-Regiment Nr. 146, 2. Masurisches Infanterie-Regiment Nr. 147
- 1909–1914

2. Masurisches Infanterie-Regiment Nr. 147, 2. Ermlandisches Infanterie-Regiment Nr. 151

### Kriegsgliederung bei Mobilmachung
2. Masurisches Infanterie-Regiment Nr.147, 2. Ermlandisches Infanterie-Regiment Nr.151, Jäger-Bataillon Nr. 1

### Kriegsgliederung am 19. August 1918
Infanterie-Regiment Nr. 147, Infanterie-Regiment Nr. 150, Infanterie-Regiment Nr. 151, MG-Scharfschützen-Abteilung 57, 3. Eskadron Jäger-Regiment zu Pferde Nr. 10

### Erster Weltkrieg
Die Brigade wurde am Abend des 23. August 1914 zwischen Lahna und Orlau in erste Kämpfe mit der russischen Vorhut verwickelt.
Anfang 1917 wurde sie an die Westfront verlegt, wo sie bis zum Kriegsende schwere Kämpfe zu überstehen hatte. Hierzu siehe Gefechtskalender der 37. Infanterie-Division

### Brigadekommandeure
| Name                                    | Datum                                    |
| --------------------------------------- | ---------------------------------------- |
| 2. Infanterie-Brigade                   |                                          |
| Friedrich Wilhelm von Funck             | 1. April 1816 bis 26. September 1821     |
| Karl von Schmidt                        | 27. September 1821 bis 29. März 1828     |
| Friedrich Philipp von Cardell           | 30. März 1828 bis 29. März 1834          |
| Friedrich Heinrich Ludwig von Pfuel     | 30. März 1834 bis 29. März 1835          |
| Fabian von Lukowitz                     | 30. März 1835 bis 23. April 1841         |
| Karl von Willisen                       | 24. April 1841 bis 21. März 1843         |
| Friedrich Leopold von Zaluskowski       | 22. März 1843 bis 26. März 1847          |
| Karl Ludwig Trützschler von Falkenstein | 27. März 1847 bis 19. Juli 1848          |
| Wiprecht von der Horst                  | 20. Juli 1848 bis 3. Dezember 1849       |
| Karl von Döring                         | 4. Dezember 1849 bis 21. September 1851  |
| Johann von Stiele                       | 22. September 1851 bis 3. Mai 18252      |
| 3. Infanterie-Brigade                   |                                          |
| Wiprecht von der Horst                  | 4. Mai 1852 bis 21. September 1852       |
| Ernst von Manstein                      | 22. September 1852 bis 4. Oktober 1854   |
| Heinrich von Buddenbrock                | 5. Oktober 1854 bis 2. Juni 1857         |
| Hans Herwarth von Bittenfeld            | 3. Juni 1857 bis 8. Januar 1864          |
| Albert von Barnekow                     | 9. Januar 1864 bis 17. April 1865        |
| August Malotki von Trzebiatowski        | 18. April 1865 bis 7. Februar 1868       |
| Friedrich von Bothmer                   | 8. Februar 1868 bis 17. Juli 1870        |
| Albert von Memerty                      | 18. Juli 1870 bis 2. Juni 1871           |
| Friedrich von Grolmann                  | 3. Juni 1871 bis 12. April 1875          |
| Friedrich Albert Gebauer                | 13. April 1875 bis 11. November 1878     |
| Gustav von Koeppen                      | 12. November 1878 bis 4. Mai 1883        |
| Friedrich von Wangenheim                | 5. Mai 1883 bis 11. Juli 1884            |
| Hermann von Olszewski                   | 12. Juli 1884 bis 3. Februar 1888        |
| Alexander von Hornhardt                 | 4. Februar 1888 bis 21. März 1889        |
| Wilhelm von Rößing                      | 22. März 1889 bis 22. März 1892          |
| Adolf Eichrodt                          | 23. März 1889 bis 18. Dezember 1893      |
| Bernhard von Morsbach                   | 19. Dezember 1893 bis 21. März 1897      |
| Max Hermann von Scholten                | 22. März 1897 bis 17. Mai 1901           |
| Wilhelm Mootz                           | 18. Mai 1901 bis 31. März 1902           |
| 73. Infanterie-Brigade                  |                                          |
| Wilhelm Mootz                           | 1. April 1902 bis 13. Februar 1905       |
| Karl Gronen                             | 14. Februar 1905 20. April 1908          |
| Ernst von der Becke                     | 21. April 1908 bis 20. April 1911        |
| Felix Hahndorff                         | 21. April 1911 bis 17. April 1913        |
| Carl Wilhelmi                           | 18. April 1913 bis 20. Dezember 1914     |
| Hans Küster                             | 21. Dezember 1914 bis 21. September 1916 |
| Helmuth von Schwember                   | 22. September 1916 bis 1. November 1917  |
| Rudolf Alma von Cramer                  | 2. November 1917 bis 11. August 1918     |
| Karl Grote                              | 12. August 1918 bis 20. Februar 1919     |
| Carl Buchholtz                          | 21. Februar 1919                         |